# Tokyo Metro

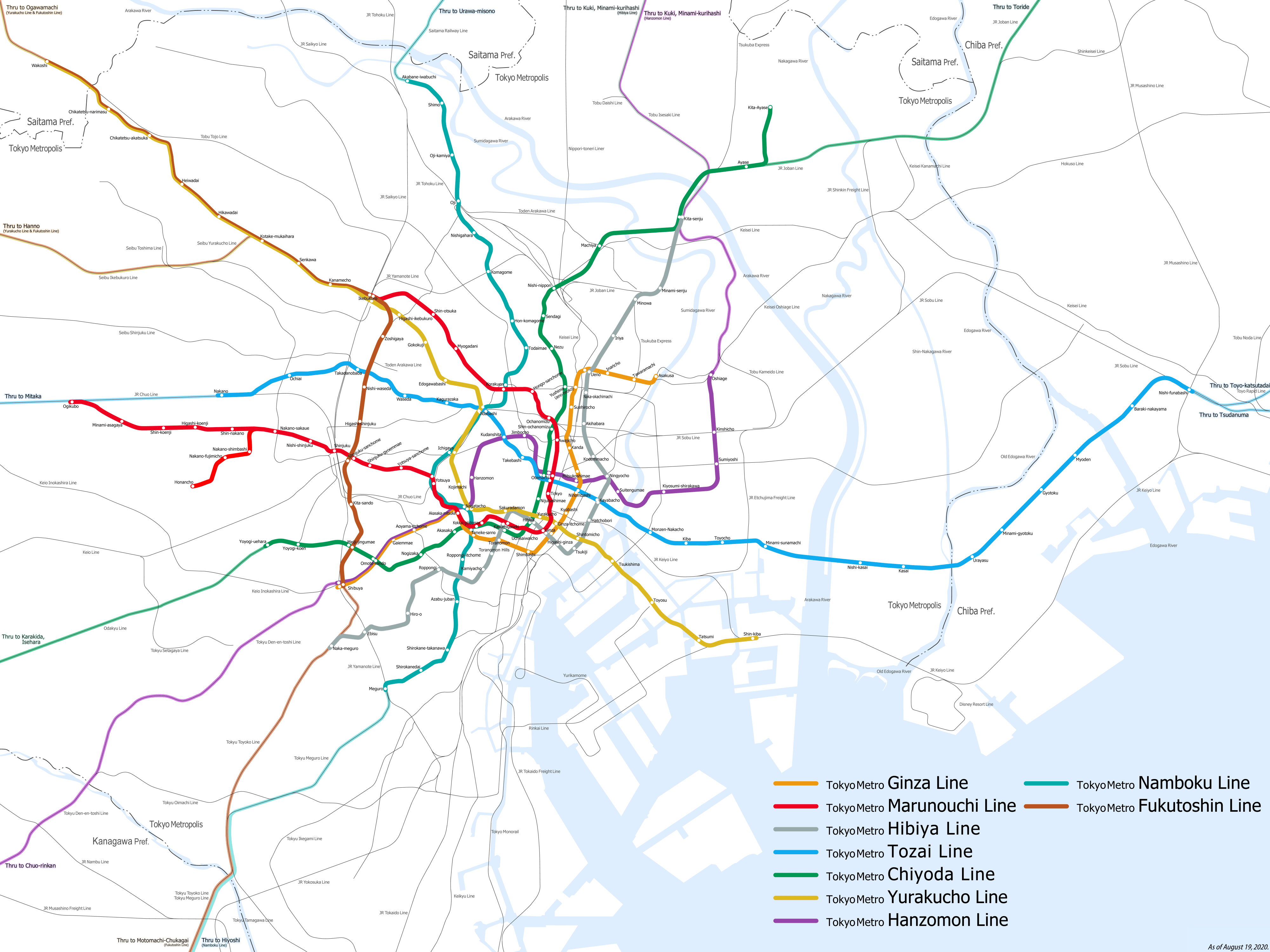
Mappa delle linee Tokyo Metro (le linee in secondo piano sono quelle gestite dalla Toei)

Tokyo Metro (東京メトロ?, Tōkyō Metoro) è una delle due principali compagnie che gestiscono la metropolitana di Tokyo (insieme alla Toei).

## Storia
La compagnia è nata nel 1941 con il nome Teito Rapid Transit Authority (帝都高速度交通営団?, Teito Kōsokudo Kōtsū Eidan), chiamata comunemente Eidan o TRTA. La TRTA al momento della fondazione divenne proprietaria della linea Ginza (inaugurata nel 1927) e si incaricò di costruire ed ampliare la rete, l'azienda era amministrata direttamente dal Ministro del territorio, infrastrutture, trasporti e turismo.
Il 1º aprile 2004 la compagnia subì una profonda riorganizzazione e dalle ceneri della TRTA nacque la Tokyo Metro Co., Ltd. (東京地下鉄株式会社?, Tōkyō Chikatetsu Kabushiki-gaisha), non più ente pubblico ma azienda privata (sebbene interamente in mano allo stato).
Oggi Tokyo Metro possiede e gestisce 9 delle 13 linee della metropolitana.

## Profilo
Tokyo Metro è gestita da una società di nome Tokyo Metro Co., Ltd. (東京地下鉄株式会社?, Tōkyō Chikatetsu Kabushiki-gaisha), la cui proprietà è ridistribuita tra il Governo del Giappone (53,4%) e il Governo metropolitano di Tokyo (46,6%).. L'azienda trasporta in media oltre sei milioni di persone al giorno ed è la seconda compagnia per numero di linee nella gestione dei trasporti della regione del Kantō, ovvero la grande area urbana di Tokyo, infatti è preceduta per numero di linee da JR East. Con il Japan Rail Pass non è possibile usufruire delle linee metropolitane della Tokyo Metro. 

## Linee
| Colore   | Simbolo | Numero   | Linea                          | Giapponese     | Tragitto                   | Lunghezza |
| -------- | ------- | -------- | ------------------------------ | -------------- | -------------------------- | --------- |
| Arancio  | G       | Linea 3  | Linea Ginza                    | 銀座線         | Shibuya a Asakusa          | 14,3 km   |
| Rosso    | M       | Linea 4  | Linea Marunouchi               | 丸ノ内線       | Ogikubo a Ikebukuro        | 24,2 km   |
| Rosso    | m       | Linea 4  | Linea Marunouchi Ramo Hōnanchō | 丸ノ内線分岐線 | Nakano-sakaue a Hōnanchō   | 3,2 km    |
| Argento  | H       | Linea 2  | Linea Hibiya                   | 日比谷線       | Naka-Meguro a Kita-Senju   | 20,3 km   |
| Cielo    | T       | Linea 5  | Linea Tōzai                    | 東西線         | Nakano a Nishi-Funabashi   | 30,8 km   |
| Verde    | C       | Linea 9  | Linea Chiyoda                  | 千代田線       | Yoyogi-uehara a Kita-Ayase | 24,0 km   |
| Oro      | Y       | Linea 8  | Linea Yūrakuchō                | 有楽町線       | Wakōshi a Shin-Kiba        | 28,3 km   |
| Viola    | Z       | Linea 11 | Linea Hanzōmon                 | 半蔵門線       | Shibuya a Oshiage          | 16,8 km   |
| Smeraldo | N       | Linea 7  | Linea Namboku                  | 南北線         | Meguro a Akabane-iwabuchi  | 21,3 km   |
| Marrone  | F       | Linea 13 | Linea Fukutoshin               | 副都心線       | Wakōshi a Shibuya          | 20,2 km   |

## Stazioni più trafficate
Le stazioni Tokyo Metro più trafficate nel 2007: (Statistiche relative solo al numero di utenti delle linee metropolitane)
| Stazione                 | Media passengeri per giorno |
| ------------------------ | --------------------------- |
| Stazione di Ikebukuro    | 491.958                     |
| Stazione di Kita-Senju   | 317.816                     |
| Stazione di Ōtemachi     | 294.236                     |
| Stazione di Ginza        | 274.842                     |
| Stazione di Shibuya      | 258.609                     |
| Stazione di Shinjuku     | 240.984                     |
| Stazione di Shimbashi    | 217.790                     |
| Stazione di Ueno         | 211.749                     |
| Stazione di Takadanobaba | 187.458                     |
| Stazione di Nihombashi   | 174.483                     |